# Vlag van Zutphen

Vlag van de gemeente Zutphen

De vlag van Zutphen is op 25 november 1974 vastgesteld als de gemeentelijke vlag van de Gelderse gemeente Zutphen, met de volgende beschrijving:
Drie horizontale banen, blauw-wit-blauw met aan de mastzijde een rood ankerkruis. De hoogte verhouding van de drie banen is 1:3:1. De armen van het kruis zijn van gelijke lengte en de dikte van de armen van het kruis is 1/6 deel van de hoogte van de vlag. Het centrum van het kruis bevindt zich op 1/3 van de lengte, vanaf de mastzijde van de vlag.

De vlag bestaat uit drie horizontale banen (1:3:1) in de kleuren blauw-wit-blauw. Aan de linkerkant is een rood ankerkruis met armen van gelijke lengte afgebeeld. Dit kruis is van oudsher het belangrijkste symbool van de stad.
De kleuren en het ankerkruis  zijn afkomstig van het gemeentewapen.

## Eerdere vlag

Onofficiële vlag van Zutphen

Sierksma beschrijft in 1962 een niet-officiële vlag als volgt: 
Twee evenhoge banen van blauw en wit.
De vlag is afgeleid op het gemeentewapen.

### Verwante afbeeldingen

Wapen van Zutphen

Aalten ·
Apeldoorn ·
Arnhem ·
Barneveld ·
Berg en Dal ·
Berkelland ·
Beuningen ·
Bronckhorst ·
Brummen ·
Buren ·
Culemborg ·
Doesburg ·
Doetinchem ·
Druten ·
Duiven ·
Ede ·
Elburg ·
Epe ·
Ermelo ·
Harderwijk ·
Hattem ·
Heerde ·
Heumen ·
Lingewaard ·
Lochem ·
Maasdriel ·
Montferland ·
Neder-Betuwe ·
Nijkerk ·
Nijmegen ·
Nunspeet ·
Oldebroek ·
Oost Gelre ·
Oude IJsselstreek ·
Overbetuwe ·
Putten ·
Renkum ·
Rheden ·
Rozendaal ·
Scherpenzeel ·
Tiel ·
Voorst ·
Wageningen ·
West Betuwe ·
West Maas en Waal ·
Westervoort ·
Wijchen ·
Winterswijk ·
Zaltbommel ·
Zevenaar ·
Zutphen